# Psychotria spathicalyx
Psychotria spathicalyx är en måreväxtart som beskrevs av Johannes Müller Argoviensis. Psychotria spathicalyx ingår i släktet Psychotria och familjen måreväxter. Inga underarter finns listade i Catalogue of Life.